# Rasa
Rasa – dostatecznie liczna grupa organizmów w obrębie jednego gatunku, zdolna do rozmnażania w warunkach naturalnych, o wspólnym pochodzeniu i wspólnych cechach istotnych dla odróżnienia jej od innych organizmów tego gatunku. Rasa wykształca się samorzutnie lub zostaje wyhodowana przez człowieka w wyniku stosowanych metod hodowlanych.

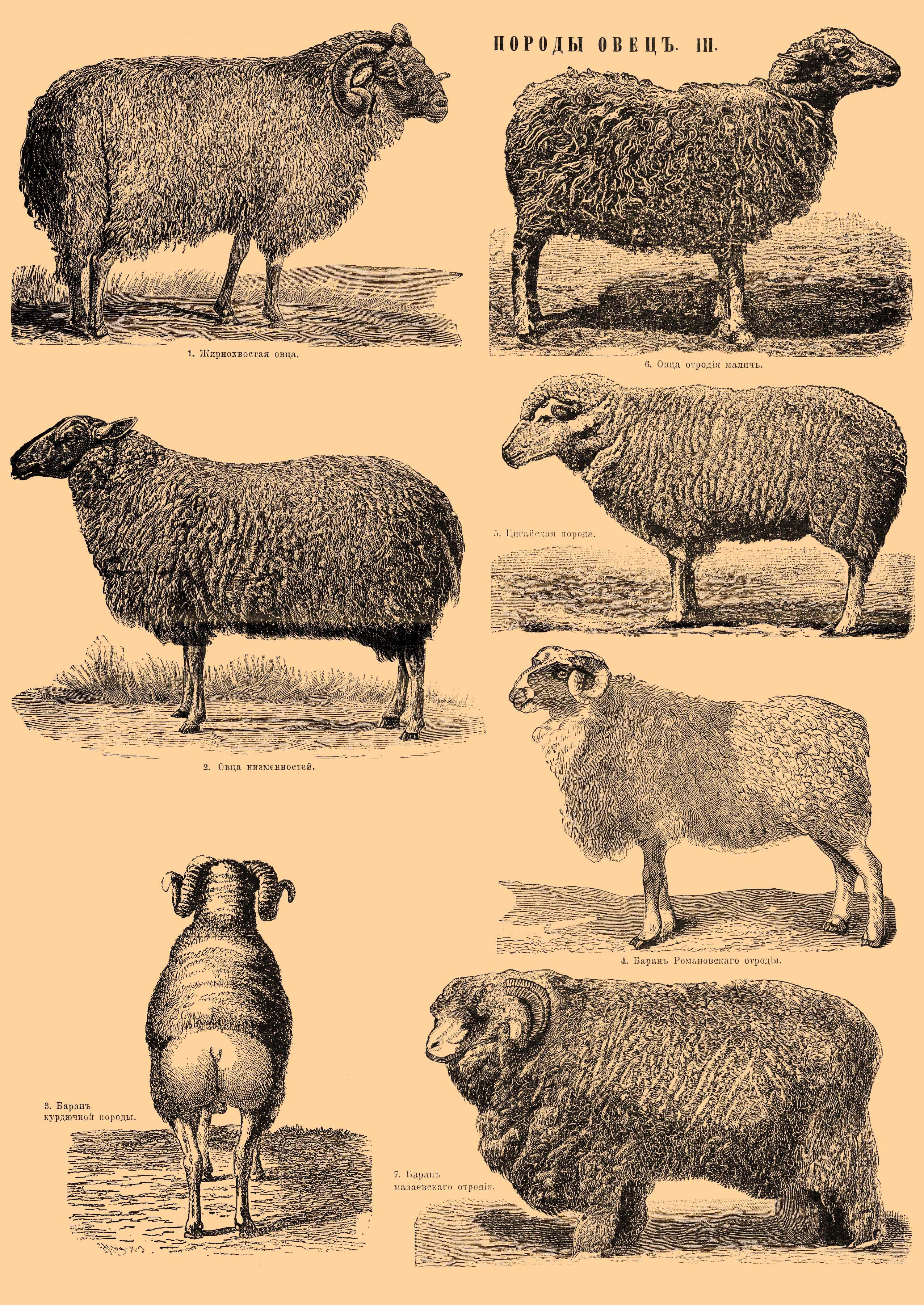
Rasy owiec na ilustracji z Brockhaus and Efron Encyclopedic Dictionary (1890–1907)

Dawniej również kategoria systematyczna zajmująca niższy poziom niż gatunek. Obecnie częściowo zastąpiona przez podgatunek. Jako kategoria oparta na fenotypie, a nie genotypie znajduje się poza współczesną taksonomią.
Proces ewolucyjnego powstawania ras to rasogeneza.

## Antropologia
Pojęcie rasy ludzkiej nie jest jednoznaczne. Może być ona klasyfikowana na podstawie koloru skóry i wyglądu zewnętrznego lub pochodzenia. Badania DNA nie wskazują, żeby osobne, klasyfikowalne podgatunki (rasy) istniały w sensie biologicznym pośród ludzi współczesnych.

## Botanika
W botanice termin rasa jest od początku znacznie węższy i pokrywa się z rasą fenologiczną w zoologii.
W odniesieniu do roślin hodowlanych termin rasa zastąpiono kultywarem.

## Zoologia
Pierwotnie w zoologii, w zależności od przyjętych kryteriów podziału wyróżniano:
- rasa geograficzna – kategoria zastąpiona we współczesnej systematyce przez podgatunek,
- rasa fenotypowa – grupa o wspólnym fenotypie, termin używany do dziś, nazywany po prostu rasą lub odmianą,
- rasa ekologiczna – populacja zajmująca dany biotop,
- rasa fenologiczna – populacja o zsynchronizowanym cyklu biologicznym.

### Zootechnika
| Gatunek | Liczba ras | Typy użytkowe                                                                 |
| ------- | ---------- | ----------------------------------------------------------------------------- |
| Bydło   | 790        | mięsne, mleczne, kombinowane, wszechstronnie użytkowe i robocze               |
| Owce    | 920        | cienkorunne, mięsne, długowełniste, o wełnie krzyżówkowej, o wełnie mieszanej |
| Kozy    | 410        | mleczne, mięsne, wełniste. puchowe i wszechstronnie użytkowe                  |
| Konie   | 380        | wierzchowe, pospieszno-pociągowe, wszechstronnie użytkowe, robocze i juczne   |
| Osioł   | ?          |                                                                               |
| Świnie  | 440        | mięsne, tłuszczowo-mięsne, słoninowe i smalcowe                               |
| Króliki | 100        |                                                                               |
| Kury    | 600        | nieśne, mięsne, ogólnoużytkowe, ozdobne i bojowce                             |
| Indyki  | 30         | mięsne                                                                        |
| Perlice | 22         | nie wyodrębnia się                                                            |
| Gołębie | 1000       | mięsne, sportowe i ozdobne                                                    |
| Kaczki  | 75         | nieśne, mięsne, ogólnoużytkowe, ozdobne i bojowce                             |
| Gęsi    | 60         | nie wyodrębnia się                                                            |

Pojęcie „rasa” pojawiło się w literaturze zootechnicznej po raz pierwszy w 1552 roku w dziele Francuza Grisone'a, wydanym w języku włoskim. W 1606 Francuz Tanta użył tego pojęcia w języku francuskim. Termin wywodzony jest od słowa radix oznaczającego korzeń, pierwiastek.
W zootechnice rasa definiowana jest jako:
- grupa zwierząt tego samego gatunku, powstała w efekcie działalności człowieka mającej na celu uzyskanie pożądanych cech użytkowych i pokrojowych zwierząt, które przekazywane są dziedzicznie potomstwu[2],
- populacja zwierząt gospodarskich w obrębie gatunku, o wspólnym pochodzeniu, charakteryzujących się przekazywaniem potomstwu określonego zespołu cech[5],

przy czym liczebność tej grupy musi być wystarczająca do utrzymania rasy bez dodatkowych zabiegów, takich jak kojarzenie w pokrewieństwie lub dolew obcej krwi. Za dostateczną dla zachowania rasy liczebność przyjmuje się minimum 5000 osobników obojga płci.
Rozróżnia się trzy typy ras w zależności od stopnia ingerencji człowieka w ich powstanie. Wyróżnikiem ras są przede wszystkim cechy fenologiczne i fenotypowe:
- rasy prymitywne – powstałe głównie w wyniku presji środowiskowej,
- rasy kulturalne (szlachetne) – powstałe w wyniku doboru sztucznego,
- rasy przejściowe (uszlachetnione) – powstałe w wyniku skrzyżowania rasy prymitywnej i kulturalnej[2].

Rasy zwierząt gospodarskich grupowane są w tzw. typy użytkowe – grupy o podobnym kierunku użytkowania.

### Kynologia

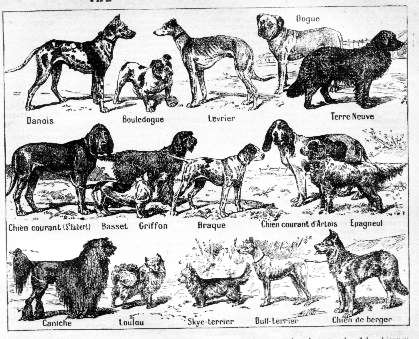
Zestawienie różnych ras psa

Do II połowy XIX wieku pojęcie rasy psa nie miało odrębnej, od zootechnicznej, definicji. Sytuacja zaczęła się radykalnie zmieniać od roku 1880, kiedy to brytyjski Kennel Club postanowił, że na wystawach organizowanych przez ten klub mogą być wystawiane wyłącznie te psy, które zostały zarejestrowane w jego księdze hodowlanej. Od tej pory kolejno powstające kluby kynologiczne, włącznie z FCI, ustalały podobne przepisy oraz wzorce ras, co bardziej wpłynęło na kształtowanie cech psów niż jakikolwiek inny czynnik różnicowania ras (głównie warunki zewnętrzne i użytkowość). Hodowla nastawiona głównie na spełnienie wymogów wzorca narzuconego przez klub kynologiczny doprowadziła między innymi do wzmocnienia roli genów odpowiedzialnych za upośledzenie zwierzęcia. Zjawisko takie nie występowało w warunkach naturalnych ani podczas wcześniejszych hodowli, nastawionych na użytkowość psa.
Rasy psa opisano w odrębnym artykule: